# یواس‌اس ماتانزاس (ای‌وی‌پی-۴۶)
یواس‌اس ماتانزاس (ای‌وی‌پی-۴۶) (به انگلیسی: USS Matanzas (AVP-46)) یک کشتی بود که طول آن ۳۱۱ فوت ۸ اینچ (۹۵٫۰۰ متر) بود.